# 지멋대로해라
《지멋대로해라》는 tvN D에서 제작한 대한민국의 웹예능이다. 돈 없고 시간 없는 구독자들을 위한 그들의 황당한 고민, 말 못할 사연을 날 것 그대로의 캐릭터와 화려한 입담으로 인기를 끌고 있는 지상렬이 지멋대로 해결해주는 구독자 소원성취 예능 버라이어티이다.

## 출연진
- 지상렬

## 회차 정보
- 1화 : 로또 1등 당첨시킨 무당 찾아가서 팩트체크한 지상렬
- 2화 : 원칩챌린지 최초유포자 적폐청산!! 현피뜨러 간 지상렬 (feat.이라이라경 & 공대생)
- 번외편 : 김구라 vs 지상렬 !! 싸우면 누가 이겨요?
- 3화 : 노량진 수산시장 혼돈의 7시간!! (feat.지상렬 강제 77병 주량검증)
- 4화 : 31년 모쏠남의 101번째 소개팅 상렬이형 도와주세요!!!! (feat.큐섹개그우먼 이은지)
- 5화 : 고등래퍼 & 쇼미더머니오디션 올패스~ 랩 떡상 빅픽쳐 스킬 대방출 (feat. 슬리피 & 술제이)
- 6화 : 김민아 말려주실분코나운서vs코메기언 말싸움 실황 (feat.지상렬, 이상준, 김민아)